# Aname diversicolor
Espèce
Synonymes
- Dekana diversicolor Hogg, 1902

Aname diversicolor est une espèce d'araignées mygalomorphes de la famille des Anamidae.

## Distribution
Cette espèce est endémique du Queensland en Australie. Elle se rencontre vers Blackall.

## Description
La carapace du mâle holotype mesure 9 mm de long sur 7 mm et l'abdomen 8 mm de long sur 5 mm.

## Publication originale
- Hogg, 1902 : On some additions to the Australian spiders of the suborder Mygalomorphae. Proceedings of the Zoological Society of London, vol. 1902, no 2, p. 121-142 (texte intégral).